# Тамды (газовое месторождение)
Газовое месторождение Тамды — расположено в Каракиянском районе Мангистауской области, в 120 км от города Актау.
Относится к Аксу-Кендирлинской ступени Южно-Мангистауского прогиба.

## О месторождении
Подготовлено сейсморазведкой МОВ в 1969 году. Поисковые работы начаты в 1975 году. Открыто в 1977 году параметрической скважиной № 2.
Приурочено к брахиантиклинальной складке размерами 7х3 км и амплитудой 20 м  Установлена промышленная газоносность кровельной части неокомских отложений, представленных переслаиванием песчаников, глинистых алевролитов и глин, с редкими пропластками мергелей и известняков. Выявлены 2 небольших залежи — А и Б с глубиной залегания кровли 1908 и 1917 м.
Залежи пластовые, сводовые, с элементами литологического экранирования (залежь А). Пористость терригенных поровых коллекторов составляет 17 %, сведения о проницаемости отсутствуют. Общая толщина коллекторов изменяется в пределах 3,303,8 м, эффективная 2,1-2,2 м, газонасыщенная — 1,7-2,0 м.
Коэффициент газонасыщенности 0,56. Свободный газ по составу тяжелый, содержание тяжелых углеводородов в нём превышает 11 %, количество азота достигает 5,9 %, углекислого газа — 0,3 %. Начальное пластовое давление 19,6-19,8 МПа. Дебит газа в залежи А — 128,3 тыс. м3/сут, в залежи Б — 172 тыс. м3/сут. Газоводяные контакты установлены, соответственно, на отметках — 1872 м и — 1826 м. Воды месторождения практически не изучены. Режим залежей водонапорный.
Месторождение находится в консервации с 1984 года.